# Émile Constant Bombet
 (janvier 2019).
Émile Constant Bombet  est un homme politique ivoirien, né le 16 mars 1941 à Rubino (sous-préfecture d'Agboville). Il est membre du Parti démocratique de Côte d'Ivoire – Rassemblement démocratique africain (PDCI). Il est ministre entre 1990 et 1999. 

## Biographie
Émile Constant Bombet est ministre de l'Intérieur et de la Décentralisation dans les gouvernements dirigés par Daniel Kablan Duncan (1993-1999). Durant cette période, il mène une politique de rigueur et dirige la campagne présidentielle du PDCI,. En 2002, il fait la prison à la suite du coup d'État du 24 décembre 1999 ayant renversé Henri Konan Bédié. Voyant sa popularité grandir, sa candidature à l'élection présidentielle de 2000 est invalidée. En retrait de la vie politique locale depuis son exil au Bénin et en France (2000-2004), certains estiment qu'il serait le véritable héritier politique du président Félix Houphouët-Boigny.[réf. nécessaire]
Prenant acte des dissensions et blocages au sein du PDCI, certains journaux affirment que Bombet aurait rejoint le parti PDCI Vision nouvelle pour en être le candidat à l'élection présidentielle de 2010. Ce parti ne présente finalement pas de candidat à cette élection.
Sa candidature à l'élection présidentielle de 2020 n'est pas autorisée car il ne « réunit pas l’exigence de bonne moralité et de grande probité imposée par la constitution ».

## Fonctions militaires
- Officier du service du matériel, cadre de Direction (équivalent d’ingénieur civil)
- Inspecteur du service du Matériel des Armées
- Directeur du service du Matériel des Armées
- Mise en position hors cadre en 1974 pour assumer des fonctions administratives civiles

## Fonctions administratives
- 1974-1976 : Sous préfet Abengourou (Est de la Côte d'Ivoire)
- 1976-1979 : Sous préfet de Bonoua (Côte d'Ivoire)
- 1979-1981 : Préfet du Département de Divo (Ouest de la Côte d'Ivoire)
- 1981-1990 : Préfet de région de Korhogo (Nord de la Côte d'Ivoire)

## Fonctions politiques
- Novembre 1990 à 1993 :  Ministre de l'Intérieur et de la Sécurité du Président Félix Houphouët-Boigny
- 1993-1995: Ministre de l'Intérieur

Successivement :
- Ministre de l'Intérieur et de l'Intégration nationale
- Ministre de l'Intérieur et de la Décentralisation
- Jusqu’au 24 décembre 1999 : Ministre d'État, ministre de l'Intérieur de la Décentralisation et de l'Aménagement du territoire du Président Henri Konan Bédié

Il est à l’initiative du texte de loi portant sur l'intégration des femmes dans la fonction préfectorale et de l’initiative portant sur l'intégration des femmes dans la police nationale.

## Activités politiques
Militant du Parti démocratique de Côte d'Ivoire (PDCI RDA), avec successivement pour rang :
- Membre du comité directeur
- Membre du Bureau politique
- Délégué du PDCI dans la région de l’ouest
- Vice Président du PDCI depuis 2002
- Grand commandeur de l’ordre du Bélier
- Candidat à l’élection présidentielle chois par la convention du PDCI en 2000

## Décorations
- Depuis 1984 : Chevalier de la Légion d'honneur française.
- 1977 : Chevalier de l’Ordre national ivoirien
- Depuis 1984 : Officier de l’Ordre national ivoirien
- Commandeur de l’ordre de l’Éducation nationale ivoirienne
- Officier de l’ordre du mérite agricole ivoirien